# Abbazia della Santissima Trinità da Lungi
L'abbazia della Santissima Trinità da' Lungi è un edificio religioso situato nel territorio comunale di Castellazzo Bormida, in provincia di Alessandria. Dell'antico complesso restano oggi la chiesa abbaziale, con le eleganze romaniche che si sono conservate nel tempo, che presenta un particolare interesse artistico e poche tracce di altri edifici.
Di aspetto quasi dimesso e isolata nella pianura a sud est di Castellazzo, l'abbazia Santissima Trinità da' Lungi è un prezioso monumento romanico del Piemonte.

## Storia
Il luogo di culto fu originariamente costruito in epoca medievale dai canonici mortariensi; la più antica testimonianza della sua esistenza risale al 1134.
Entro il XVI secolo il tempio fu sconsacrato e destinato a deposito.
L'edificio fu profondamente trasformato sia nel 1731, con la realizzazione di tramezzi e delle volte a crociera, sia nel 1836, col rifacimento delle coperture; al termine degli ultimi lavori la chiesa fu riconsacrata.
Verso la fine del XIX secolo furono avviati a più riprese vari restauri, completati dopo il 1930 con un massiccio intervento progettato dall'architetto Vittorio Mesturino, che consentì di riportare alla luce la veste romanica dell'edificio; nel corso delle opere furono rimossi gli intonaci interni e furono recuperati i capitelli scolpiti medievali e le antiche pitture parietali.

## Descrizione

### Esterno
La chiesa presenta una facciata a salienti che lascia intuire le tre navate interne.
Ci sono evidenti tracce di modifica del profilo superiore che in origine doveva forse presentarsi a capanna.
La parte esterna, sia in facciata che nell'abside, è resa vivace dal ricercato cromatismo delle pareti murarie che ha molti punti di contatto con quelle presenti in alcune chiese coeve del Basso Monferrato, (San Secondo di Cortazzone, Montechiaro ecc.) qui però si esprime con ancora maggiore raffinatezza. Ad esempio nell'abside si può osservare la finestra centrale arrotondata anche nel profilo inferiore.
Il disegno fitto, lo sbalorditivo numero di mattoni dalle forme e dalle dimensioni più disparate, il disegno delle pietre disposte a spina di pesce, denotano un gusto portato all'astrazione quasi esasperata.

### Interno
La pianta della chiesa presenta tre navate che dovevano originariamente terminare in altrettante absidi: solo quella centrale, che ospita l'altare, si è conservata. Essa è illuminata da tre strette monofore di cui quella centrale, come già detto, presenta la caratteristica di essere arrotondata anche nella parte inferiore.
I capitelli posti sulle colonne esprimono una grande varietà di forme con motivi floreali e zoomorfi

## Galleria d'immagini

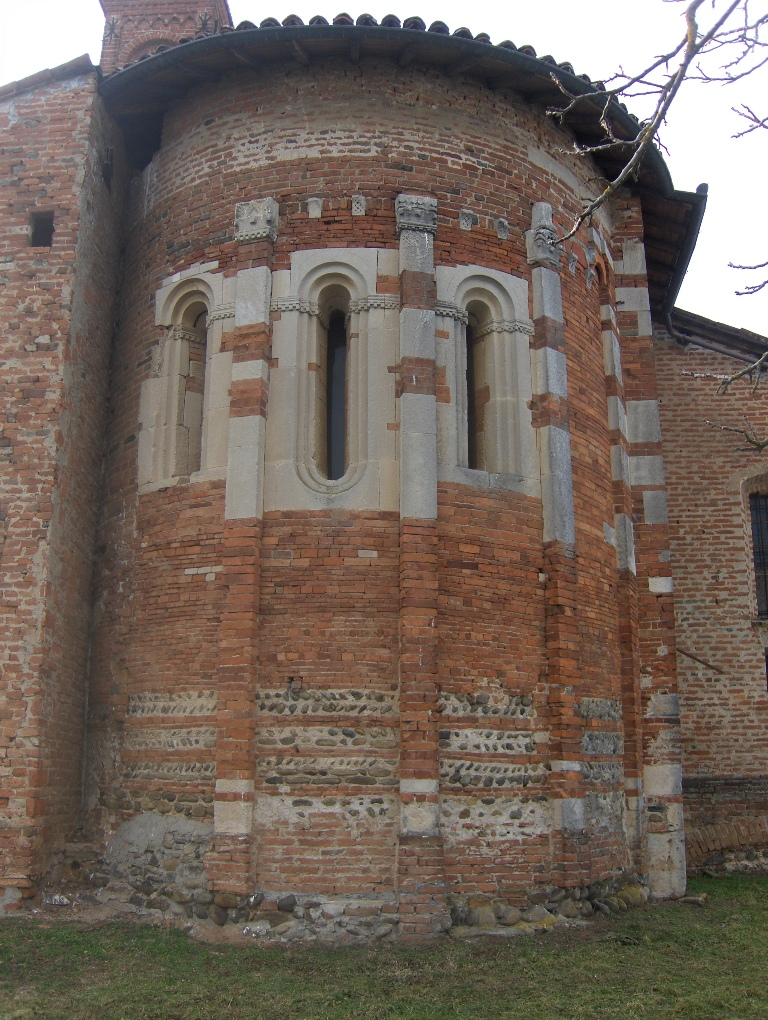
Veduta dell'abside
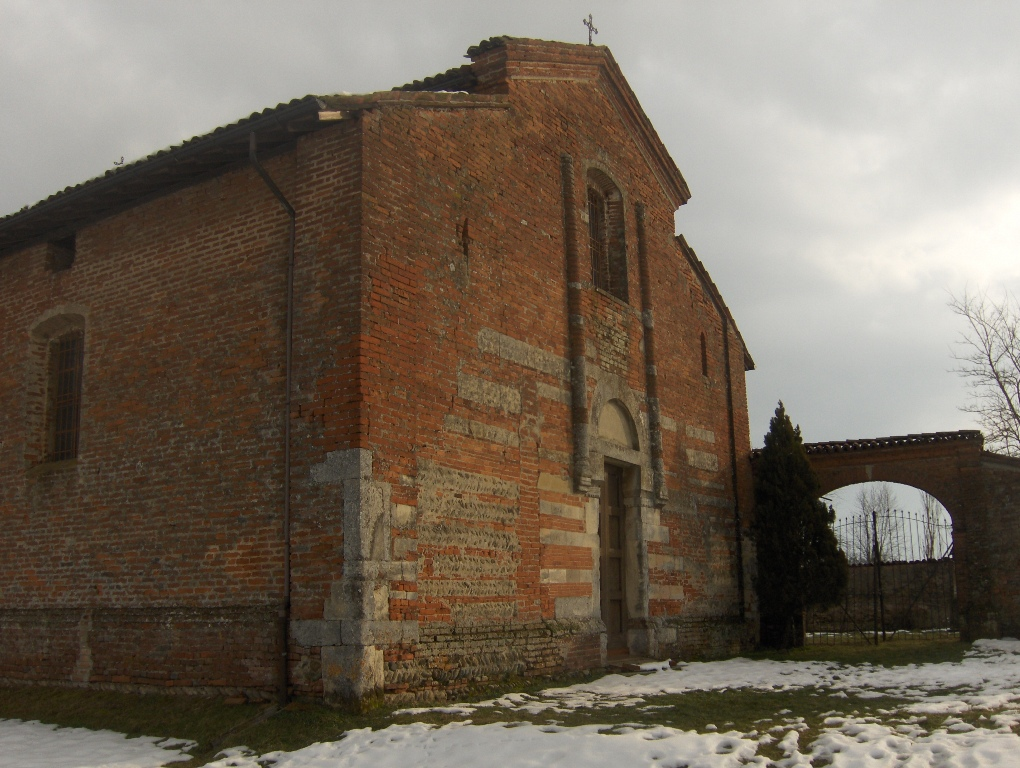
Veduta di scorcio della facciata e del lato sinistro
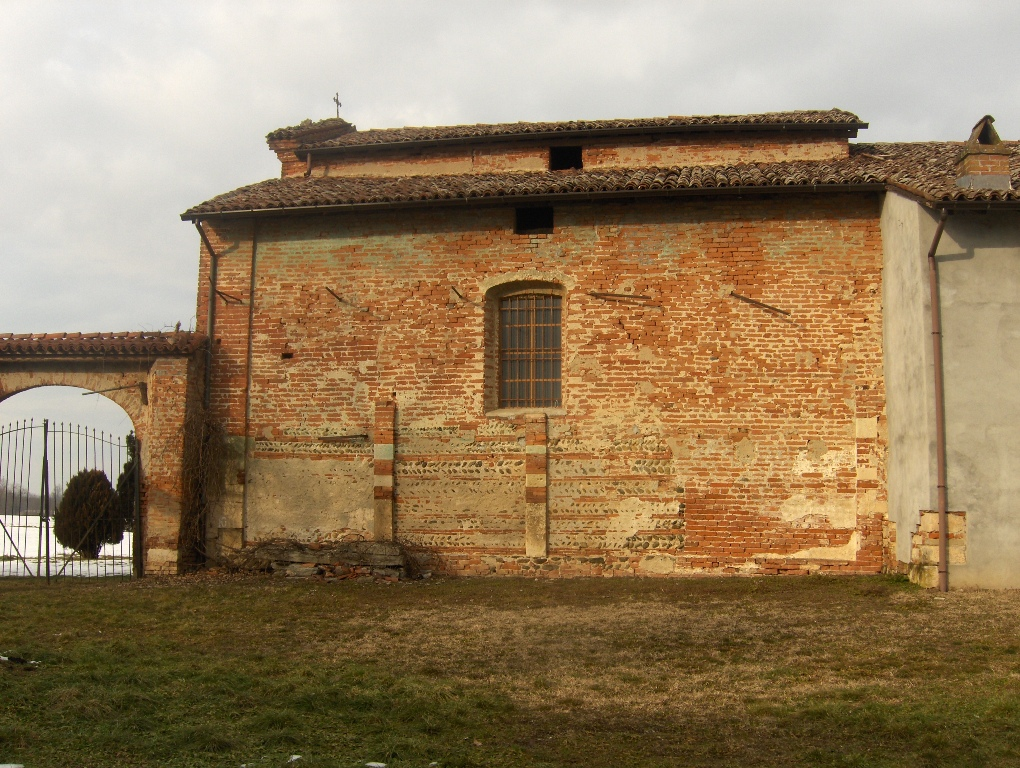
Veduta del fianco sud della chiesa
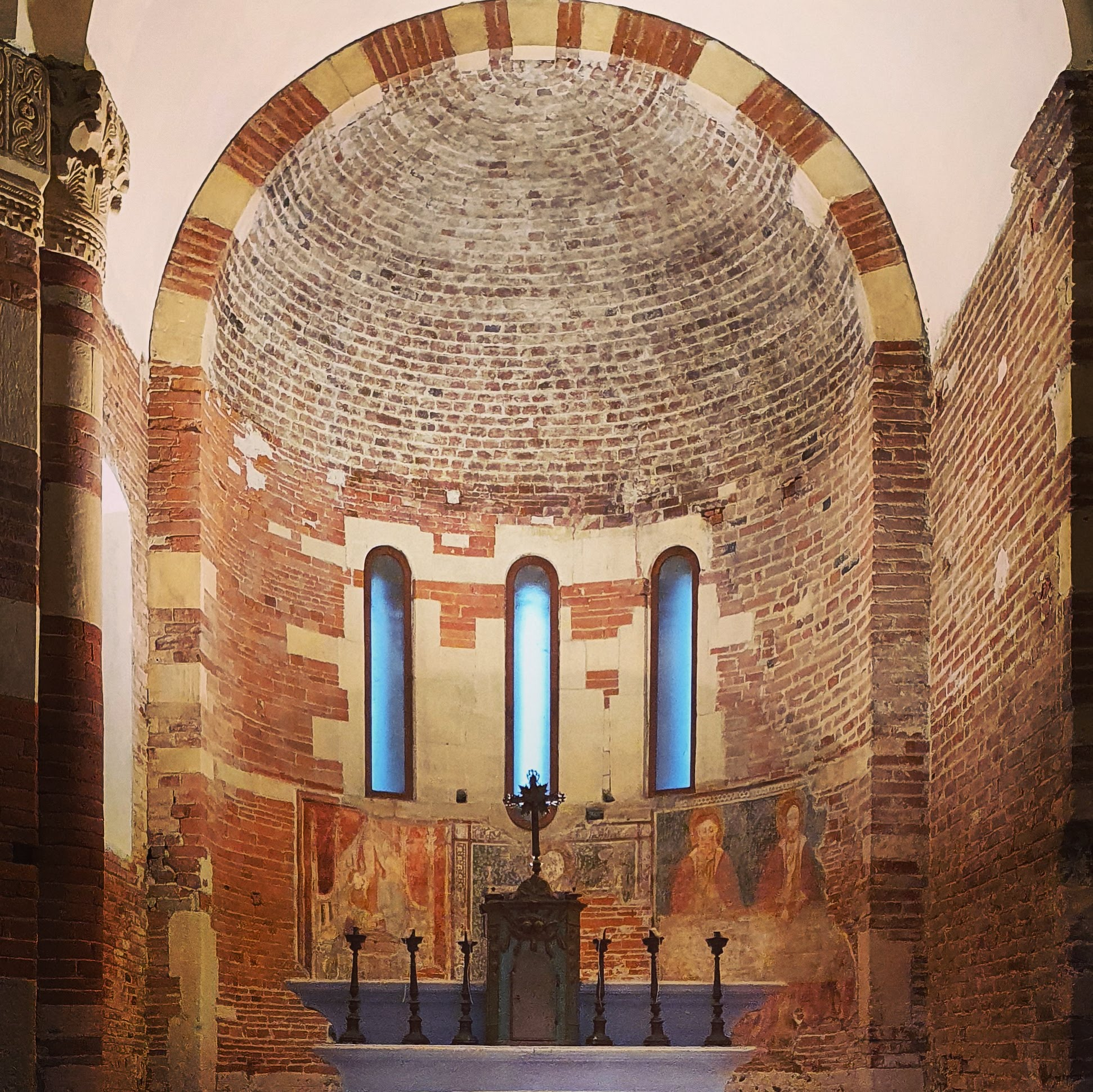
Veduta interna dell'abside
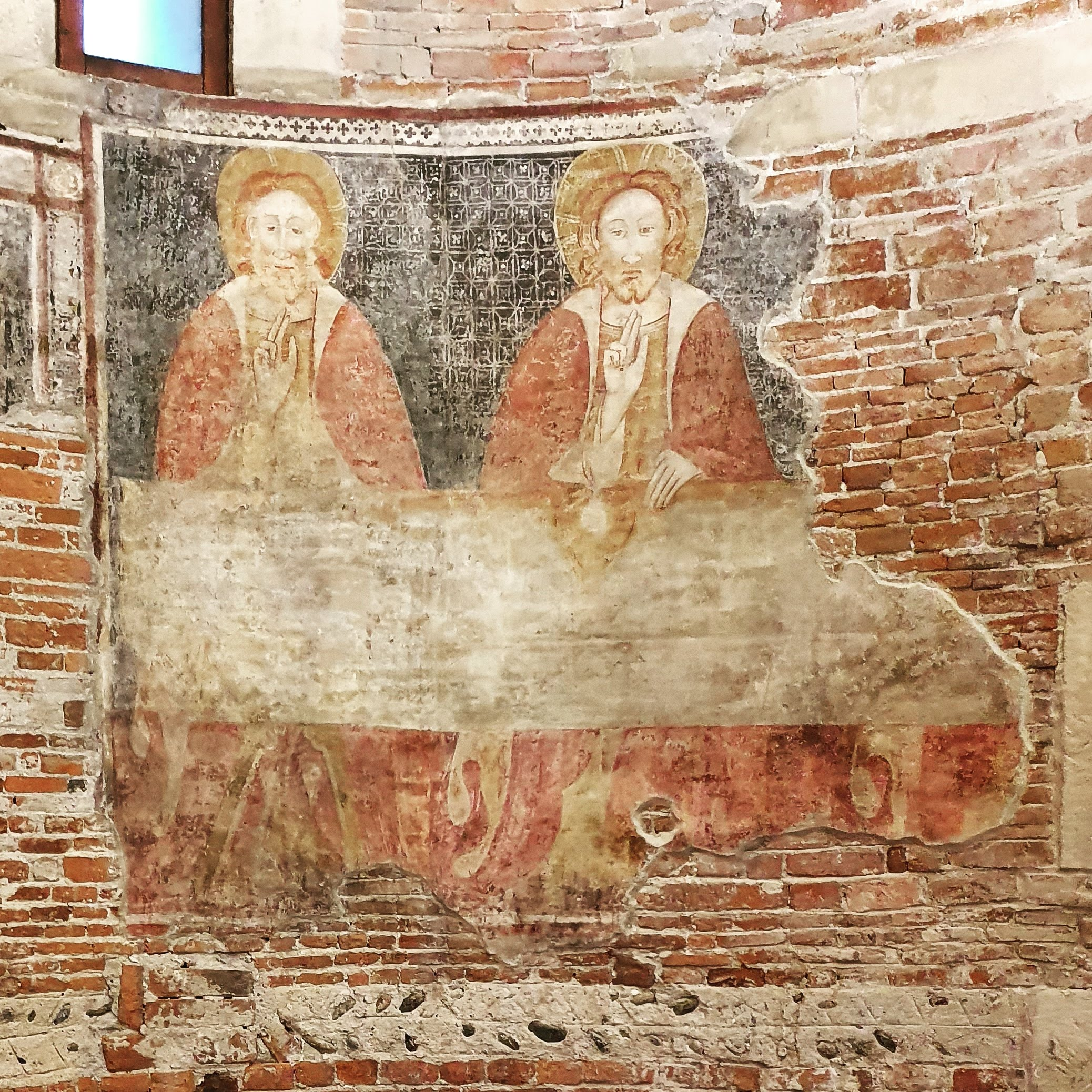
Particolare dell'affresco della Trinità